# Джобава, Чучули Антоновна
Чучули Антоновна Джобава (род. 1926, с. Гагида, Социалистическая Советская Республика Абхазия, ССР Грузия, ЗСФСР, СССР) — звеньевая колхоза имени Кецховели Гальского района Абхазской АССР, Герой Социалистического Труда (1948).

## Биография
Родилась в 1926 году в селе Гагида Гальского района, Социалистическая Советская Республика Абхазия (ныне - Гальский район Абхазии). По национальности грузинка.
После начала Великой Отечественной войны устроилась в местный колхоз имени Кецховели, стала звеньевой комсомольско-молодёжного звена, собравшего в 1947 году 70 центнеров кукурузы с гектара на участке в 3 гектара.
Указом Президиума Верховного Совета СССР от 21 февраля 1948 года «за получение высоких урожаев кукурузы и пшеницы в 1947 году» удостоена звания Героя Социалистического Труда с вручением ордена Ленина и золотой медали «Серп и Молот» (этим же указом награждён другой звеньевой колхоза имени Кецховели — Б. П. Габелия).
Проживала на малой родине.
Награждена орденом Ленина (21.02.1948), медалями.